# Miguel Fernández-Pacheco
Miguel Fernández-Pacheco (Jaén, 1944) es escritor, diseñador gráfico, ilustrador, profesor titular de ilustración en la Facultad de Bellas Artes de la Universidad de Salamanca. Se le cita también como Miguel Ángel Pacheco. En la actualidad se dedica sobre todo a la literatura y a la edición de su obra, que cuenta con más de 25 novelas.
Ha recibido el  Premio Nacional de Literatura Infantil y Juvenil por Verdadera historia del perro Salomón, SM 2001, el Premio Lazarillo por Los zapatos de Murano, Siruela 1997, y el premio Apel·les Mestres por La familia de Mic, Destino 1993. Últimamente se ha hecho acreedor al XVIII Premio de Novela Ciudad de Salamanca por Ava la loba, 2014.
En los años 70 publicó en Altea, junto al cineasta salmantino J. L. García Sánchez, 85 títulos para niños que se tradujeron a 11 idiomas y recibieron diversos galardones en todo el mundo. Durante 22 años trabajó como diseñador gráfico junto al ilustrador J. Serrano en una editorial dedicada a libros escolares. Ambos recibieron el premio ADI-FAD en 1992 por sus cubiertas. Su obra como ilustrador mereció también el premio Lazarillo, en 1973, por Maestro de la fantasía, Santillana, y el Premio Nacional en 1980 por Gracias al aire, Altea, y en 1983 por La bella y la bestia, Miñón.
Ejerció 18 años la docencia impartiendo ilustración en la Universidad de Salamanca, por la que es Doctor en Bellas Artes.
Es también conocido por ser el creador gráfico de los “electroduendes”, muñecos del famoso programa de televisión La bola de cristal. En 2020, el  ilustrador Alberto Urdiales realizó el documental Miguel Ángel Pacheco A CONTRAPELO, que además de reflejar con propiedad su obra plástica, y dar pinceladas sobre su obra literaria, resume en su audio su personalidad combativa e inconformista.